# Hedycarya alternifolia
Hedycarya alternifolia är en tvåhjärtbladig växtart som beskrevs av William Botting Hemsley. Hedycarya alternifolia ingår i släktet Hedycarya och familjen Monimiaceae. Inga underarter finns listade i Catalogue of Life.